# Fight Night Round 4
Fight Night Round 4 — відеогра компанії EA Sports. Це чергова гра в серії Fight Night і сиквел Fight Night Round 3 вийшов в 2006. Гра вийшла 25 червня 2009 в Північній Америці і 26 червня 2009 року в Європі для PlayStation 3 і Xbox 360. Гра з такими боксерами як Мухаммед Алі і Майк Тайсон. У грі 48 ліцензованих боксерів і нові режими, такі як Legacy Mode.

## Боксери в грі
Суперважкій
- Майк Тайсон
- Мухаммед Алі
- Едді Чемберс
- Джордж Форман
- Джо Фрейзер
- Леннокс Льюїс
- Томмі Моррісон
- Джеймс Тоні

В напівважкій вазі
- Рой Джонс
- Томаш Адамек
- Джо Кальзаге
- Ентоні Мандайн
- Джермейн Тейлор

Середній
| Агрегатор    | Оцінка                                             |
| ------------ | -------------------------------------------------- |
| GameRankings | 87.89% (PS3: 34 reviews) 87.36 % (360: 53 reviews) |
| Metacritic   | 88 % (PS3: 45 reviews) 87 % (360: 72 reviews)      |

| Видання       | Оцінка |
| ------------- | ------ |
| Game Informer | 9/10   |
| IGN           | 8.8/10 |

- Амін Асікайнен
- Марвін Хаглер
- Джейк Ламотта
- Карлос Монсон
- Серхіо Мора
- Келлі Павлік
- Корі Спінкс
- Шугар Рей Робінсон
- Рональд Райт
- Артур Абрахам

Напівсередня
- Менні Пак'яо
- Шейн Мозлі
- Емануель Огастес
- Хуліо Сесар Чавес
- Керміт Цинтрон
- Мігель Котто
- Вівіан Харріс
- Ріккі Хаттон
- Томас Хернс
- Рей Леонард
- Пол Маліньяджі
- Віктор Ортіс

Легкі
- Марко Антоніо Баррера
- Нейт Кемпбелл
- Дієго Корралес
- Роберто Дуран
- Артуро Гатті
- Роберт Герреро
- Вінні Паз
- Пернелл Уїтакер

Легка вага
- Юріоркіс Гамбоа
- Ерік Моралес

Найлегший
- Біллі Діб
- Фернандо Монтіель

Суперлегкий
- Хорхе Арсе
- Ноніто Донер